# Giovanni Schiavo
Giovanni Schiavo, C.S.I (8. července 1903, Montecchio Maggiore – 27. ledna 1967, Caxias do Sul) byl italský římskokatolický kněz a řeholník Kongregace svatého Josefa, působící v Brazílii. Katolická církev jej uctívá jako blahoslaveného.

## Život
Narodil se dne 8. července 1903 v italském městě Montecchio Maggiore jako první z osmy dětí rodičům Luigimu Schiavu a Rose Fittorelli. V dětství trpěl meningitidou. Během dospívání se rozhodl k řeholnímu životu. Spolu s tím se také rozhodl stát knězem.
Vstoupil do kněžského semináře vedeného Kongregací svatého Josefa. Ta ho přitáhla natolik, že požádal roku 1917 o přijetí do kongregace. Po skončení noviciátu složil dne 28. srpna 1919 své první dočasné řeholní sliby. Tentýž rok zahájil svá teologická a filozofická studia. Roku 1925 pak složil své doživotní řeholní sliby. Toužil po tom, aby byl později poslán jako misionář do Ekvádoru.
Kněžské svěcení přijal dne 10. července 1927 ve Vicenze. Poté působil v italských městech, jako např. v Modeně, nebo v Oderzo. Roku 1931 mu bylo dovoleno odcestovat do Brazílie, kam 5. září téhož roku dorazil. Do své rodné země se poté již nikdy nevrátil. V Brazílii působil mezi lety 1947–1956 jako provinciál své kongregace. Krátkou dobu zde také vyučoval.
Onemocněl hepatitidou a dne 20. listopadu 1966 byl hospitalizován. Dne 15. prosince 1966 mu byla diagnostikována rakovina jater. Na ni zemřel dne 27. ledna 1967 ráno v brazilském městě Caxias do Sul. O den později se konal jeho pohřeb, jemuž předsedal místní biskup. Poté bylo jeho tělo uloženo do jednoduché hrobky. Roku 2015 byla nad jeho hrobem vystavěna kaple.

## Úcta
Jeho beatifikační proces započal dne 28. dubna 2001, čímž obdržel titul služebník Boží. Dne 14. prosince 2015 jej papež František podepsáním dekretu o jeho hrdinských ctnostech prohlásil za ctihodného. Dne 1. prosince 2016 byl uznán zázrak na jeho přímluvu, potřebný pro jeho blahořečení.
Blahořečen pak byl dne 28. října 2017 v Caxias do Sul. Obřadu předsedal jménem papeže Františka kardinál Angelo Amato.
Jeho památka je připomínána 27. ledna. Bývá zobrazován v kněžském oděvu. Je patronem misionářů, nemocných hepatitidou a rakovinou jater.